# والثر إف. غوبل
والثر إف. غوبل (بالإنجليزية: Walther F. Goebel)‏ هو كيميائي وأستاذ جامعي أمريكي، ولد في 24 ديسمبر 1899 في بالو ألتو في الولايات المتحدة، وتوفي في 1 نوفمبر 1993.